# 休斯敦 (印第安納州)
侯斯頓（英語：Houston）是位於美國印地安納州傑克遜縣的一個非建制地區。該地的面積和人口皆未知。